# Clams Casino
Clams Casino is de artiestennaam van Michael Volpe (Nutley, 12 mei 1987), een Amerikaanse producer en songwriter. Volpe staat momenteel onder contract bij Columbia Records. Hij produceerde tracks voor onder andere A$AP Rocky, Lil B, Vince Staples, FKA Twigs, Joji en Mac Miller. Hij heeft ook nummers van Washed Out, Big K.R.I.T. en Lana Del Rey geremixt.

## Discografie

### Studioalbums
- 32 Levels (2016)

### Mixtapes
- Instrumentals (2011)
- Instrumentals 2 (2012)
- Instrumentals 3 (2013)
- Instrumentals 4 (2017)

### Ep's
- Rainforest (2011)